# Megasorex gigas
La musaraña gigante mexicana (Megasorex gigas) es una especie de musaraña de la familia soricidae. Es la única especie del género Megasorex.

## Distribución geográfica
Es endémica de México.